# ТГМ2
ТГМ2 (Тепловоз з Гідромеханічною передачею, Маневровий, тип 2, спочатку — ТГВ) — дослідний радянський чотиривісний маневровий тепловоз з гідромеханічною тяговою передачею.

## Історія
1956 після XX з'їзду КПРС, на якому було вирішено перевести залізниці з паровозів на перспективніші види тяги, в Радянському Союзі на низці заводів розгорнулося масове виробництво тепловозів. Того ж року одразу два заводи, Муромський (див. ТГМ1) і Луганський, випустили перші радянські маневрові тепловози з гідравлічною передачею.
Перший свій маневровий тепловоз Луганський тепловозобудівний завод випустив наприкінці 1956 і спершу позначив серією ТГВ (Тепловоз з Гідравлічною передачею, Ворошиловградського заводу — за тодішньою назвою заводу), зустрічається також варіант ТГВ-2-2. На початку 1957 завод випустив тепловоз № 002. Згодом позначення серії змінили на  ТГМ2. Обидва тепловози були направлені для проходження експлуатаційних випробувань на Московську кільцеву залізницю в локомотивне депо Лихобори. Найбільший досягнутий коефіцієнт корисної дії становив 26,8 %.
Згодом один з тепловозів був направлений на Експериментальну кільцеву залізницю ВНДІЗТ, де з'ясували, що локомотив має незадовільну динаміку, а саме виляння на прямих ділянках. При змінах нахилу плит бічних опор кузова, тепловоз менше виляв на прямих ділянках, але незадовільно вписувався в криві. Крім цього ТГМ2 мав невдалу компоновку обладнання — складна конструкція змащувальної системи, а виймання гідромеханічної системи значно ускладнювалося. Також існувала низка незначних конструктивних недоліків, зокрема похилі вікна кабіни машиніста, які не дозволяли в повному обсязі слідкувати за рухом локомотива.
У зв'язку зі завантаженням Луганського тепловозобудівного заводу випуском магістральних тепловозів ТЕ3, креслення ТГМ2 були передані на Людинівський тепловозобудівний завод. Через зазначені вище конструкційні недоліки, Людинівський завод випустив лише 3 локомотиви: 1958 — ТГМ2-003, 1959 — ТГМ2-004 і ТГМ2-005. У порівнянні з Луганськими, Людинівські ТГМ2 мали незначні зміни в конструкції.
1959 Людинівський завод почав будувати тепловози ТГМ3, які були створені кардинальною зміною конструкції тепловозів ТГМ2.

## Конструкція
ТГМ2 мав капотний кузов з розташованою посередині кабіною. Екіпажна частина складалася з двох двовісних візків з індивідуальним ресорним підвішуванням.
На локомотиві був встановлений V-подібний чотиритактний дванадцятициліндровий дизельний двигун М750 з турбонаддувом і безпосереднім впорскуванням палива. Маючи діаметр поршнів 180 мм і хід поршня 200 мм, двигун при частоті обертання 1400 о./хв розвивав потужність в 750 к.с. Крутний момент від дизеля передавався гідромеханічною передачею, далі через кардани на осьові редуктори, а від них на рушійні колісні пари.